# Любань (гміна)
Гміна Любань (пол. Gmina Lubań) — сільська гміна у південно-західній Польщі. Належить до Любанського повіту Нижньосілезького воєводства.
Станом на 31 грудня 2011 у гміні проживало 6532 особи.

## Площа
Згідно з даними за 2007 рік площа гміни становила 142.15 км², у тому числі:
- орні землі: 70 %
- ліси: 22 %

Таким чином, площа гміни становить 33.20% площі повіту.

## Населення
Станом на 31 грудня 2011:
| Опис     | Загалом | Загалом | Чоловіки | Чоловіки | Жінки | Жінки |
| -------- | ------- | ------- | -------- | -------- | ----- | ----- |
| одиниця  | осіб    | %       | осіб     | %        | осіб  | %     |
| все      | 6532    | 100     | 3282     | 50,24    | 3250  | 49,76 |
| міське   | 0       | 100     | 0        |          | 0     |       |
| сільське | 6532    | 100     | 3282     | 50,24    | 3250  | 49,76 |

## Сусідні гміни
Гміна Любань межує з такими гмінами: Грифув-Шльонський, Лешна, Любань, Новоґродзець, Ольшина, Пенськ, Плятерувка, Секерчин, Зґожелець.